# Královský rodinný řád Jiřího V.
Královský rodinný řád Jiřího V. (anglicky: Royal Family Order of King George V) bylo britské vyznamenání udílené králem Jiřím V. příslušnicím britské královské rodiny. Poprvé byl udělen roku 1911. Poslední žijící nositelkou tohoto řádu byla královna Alžběta II.

## Pravidla udílení
Po svém založení roku 1911 řád nahradil Královský rodinný řád krále Eduarda VII. Byl udílen ve čtyřech velikostech. I. třída byla udělena pouze královně matce Alexandře a královně Marii z Tecku. Řádů II. třídy bylo uděleno 13, řádů III. třídy dva a řádů IV. třídy bylo uděleno celkem šest. Norská královna Maud z Walesu, manželka norského krále Haakona VII., obdržela řád II. třídy.

## Insignie
Řádový odznak má tvar oválného medailonu s portrétem krále Jiřího V. Medailon je zdoben diamanty a korunován královskou korunou. Na zadní straně je v medailonu královský monogram.
Stuha je čistě bílá.